# Ритуал (фільм)
Ритуал (англ. Ritual) — американський фільм жахів 2002 року.

## Сюжет
Доктор Еліс Доджсон приїжджає на Ямайку, щоб доглядати за Веслі Клейборном, ураженим дивною хворобою — йому здається, що він перетворюється на зомбі. Виявивши у хворого надзвичайно рідкісне захворювання, Еліс намагається використовувати свої наукові знання, але незабаром, занурившись в невідомий і лякаючий світ Вуду, вона починає підозрювати, що причина хвороби Веслі — могутнє чаклунство, здатне вбити людину або перетворити його в живого мерця — зомбі без душі і розуму. Намагаючись врятувати нещасного, відважна жінка вирішує осягнути древні таємниці чорної магії і страшних прокльонів, жертвою яких став Веслі.

## У ролях
- Дженніфер Грей — доктор Еліс Доджсон
- Крейг Шеффер — Пол Клейборн
- Деніел Лапейн — Веслі Клейборн
- Крістен Вілсон — Каро Ламб
- Гебріел Коссес — Джей Бі
- Тім Каррі — Метью Гоуп
- Дороті Каннінгем — Вайлет
- Рон Тейлор — суперинтендант Арчибальд
- Тревор Рон — Джуліан
- Карл Бредшоу — Рамон
- Рендольф Вінстон Джонс — Джентльмен Джексон
- Джессіка Коллінз — Джекі
- Скотт Гетлін — Скотт